# جوزفين كروفورد
جوزفين كروفورد (بالإنجليزية: Josephine Crawford)‏ هي رسامة أمريكية، ولدت في 31 ديسمبر 1878، وتوفيت في 24 مارس 1952.